# 蓬菜寮
蓬菜寮，原寫為蓬菜藔，是臺灣新北市石碇區的一個傳統地域名稱，位於該區中部。相較於今日行政區，其範圍大致包括烏塗里西南部、格頭里東北部。
蓬菜寮地區全境位於景美溪支流烏塗溪流域範圍內。

## 歷史
台灣清治末期，蓬菜寮地區為一街庄，稱為「蓬菜藔庄」，隸屬於文山堡。該庄北及東與烏塗窟庄為鄰，南及西與小格頭庄為鄰。
1901年（日治明治三十四年）11月，該庄隸屬於深坑廳，編入第五區。1903年（明治三十六年）4月，第五區的全部街庄，與第四區、第十區的部分街庄合併為「小格頭區」。1920年（大正九年），該庄改制並雅化為「蓬菜寮」大字，隸屬於臺北州文山郡石碇庄，大字下有「蓬萊寮」、「蕃薯寮」、「半路店」、「湳子」、「小粗坑」小字名。
戰後石碇庄改制為石碇鄉，隸屬於臺北縣，大字亦改制為村。2010年（民國99年）12月，臺北縣升格為新北市，石碇鄉改制為石碇區，村改制為里。

## 交通
鄉道北47線為石碇、小格頭間的連絡道路，大致以南北向經過蓬菜寮地區，由此往北可前往石碇市區接上市道106乙線，往南可前往小格頭接上省道台9線。